# The Best of Apocalyptica
The Best of Apocalyptica es el primer álbum recopilatorio de la banda finlandesa Apocalyptica. Contiene canciones de los álbumes de estudio Plays Metallica by Four Cellos, Inquisition Symphony, Cult y Reflections. 
Este recopilatorio solo fue lanzado en Japón.

## Lista de temas
1. “Driven” - 3:20 (Reflections)
2. “Hope” - 3:25 (Cult)
3. “Enter Sandman” - 3:42 (Plays Metallica by Four Cellos)
4. “Nothing Else Matters” - 5:36 (Inquisition Symphony)
5. “Pray!” - 4:22 (Cult)
6. “Path” - 3:08 (Inquisition Symphony)
7. “The Unforgiven” - 5:21 (Plays Metallica by Four Cellos)
8. “Refuse/Resist” - 3:12 (Inquisition Symphony)
9. “Kaamos” - 4:41 (Cult)
10. “Inquisition Symphony” - 5:17 (Inquisition Symphony)
11. “Romance” - 3:27 (Cult)
12. “Harmageddon” - 5:11 (Inquisition Symphony)
13. “The Hall of the Mountain King” - 7:16 (Cult)

## Personal
- Eicca Toppinen - Chelo, percusiones y contrabajo en las canciones 2, 5, 9, 11 y 13.
- Paavo Lötjönen - Chelo.
- Perttu Kivilaakso - Chelo en las canciones 1, 2, 5, 6, 9, 11 y 13.
- Max Lilja - Chelo en las canciones 2-13.
- Antero Manninen - Chelo en las canciones 3, 4, 7, 8, 10 y 12.

### Personal adicional
- Sami Kuoppamäki - Batería y percusiones en “Driven”.